# L'Eddie, l'àguila
L'Eddie, l'àguila (títol original en anglès, Eddie the Eagle) és una pel·lícula biogràfica i d'esports estrenada el 2016, dirigida per Dexter Fletcher i escrita per Sean Macaulay i Simon Kelton. El film, protagonitzat per Taron Egerton i Hugh Jackman, és un biopic sobre l'esquiador britànic Michael Edwards, més conegut com a Eddie l'àguila. Va ser produïda per Matthew Vaughn, Adam Bohling, David Reid, Rupert Maconick i Valerie Van Galder. Ha estat doblada al català.

## Argument
La pel·lícula narra la història de Michael Eddie Edwards, el saltador d'esquí més famós de la història britànica. El film segueix els passos d'aquest home, conegut com a 'Eddie l'Àguila', en la seva lluita per aconseguir complir el seu somni de la infància i entrar en els Jocs Olímpics d'hivern de Calgary el 1988, convertint-se en el primer esportista britànic que va competir en la modalitat de salt d'esquí.
Michael Edwards, més conegut com a Eddie l'àguila, és un noi inquiet que somia competir als Jocs Olímpics. Malgrat la malformació als genolls que va tenir de petit, de seguida fa carrera com a esquiador de descens. Però on veu una oportunitat per representar la Gran Bretanya en uns Jocs Olímpics és en salt d'esquí, en què fa dècades que no ha participat cap atleta britànic. Amb l'únic suport de la seva mare, s'entrena a Alemanya, on coneix l'exsaltador nord-americà Bronson Peary, el qual, admirat per la determinació del noi, decideix entrenar-lo amb vista als Jocs Olímpics d'hivern d'Albertville, programats per al cap de quatre anys, el 1992. Eddie, però, no vol perdre la que ell creu que és la seva gran oportunitat i s'inscriu als Jocs Olímpics d'hivern de Calgary de 1988.

## Repartiment
- Taron Egerton com Eddie L'àguila Edwards
- Hugh Jackman com Bronson Peary
- Christopher Walken com Warren Sharp
- Iris Berben com Petra
- Mark Benton com Richmond
- Keith Allen com Terry
- Jo Hartley com Janette Edwards
- Tim McInnerny com Dustin Target
- Jim Broadbent com comentador de la BBC

## Filmació
L'enregistrament de la pel·lícula es va dur a terme a Alemanya, a Àustria, i en els Pinewood Studios de Londres, iniciant el 3 de maig del 2015.

## Estrena
El març de 2015, va ser anunciat per la 20th Century Fox que distribuiria la pel·lícula als Estats Units i que la data d'estrena seria el 29 d'abril de 2016. Aquest mateix mes, Lionsgate va anunciar que havia adquirit els drets de distribució per al Regne Unit, amb una estrena planejat durant la primavera de 2016.
La pel·lícula va tenir la seva primera estrena mundial al Festival de Cinema de Sundance de 2016.

## Banda sonora
La banda sonora de la pel·lícula va estar a càrrec de Gary Barlow -membre de la banda Take That- i compta amb la participació d'artistes amb gran difusió en la dècada de 1980, moment en què se situa la pel·lícula, com ara Andy Bell -d'Erasure-, OMD, Howard Jones, Holly Johnson -de Frankie Goes to Hollywood-, Marc Almond -de Soft Cell, Kim Wilde i Tony Hadley -de Spandau Ballet-.

## Curiositats
En un punt de la pel·lícula s'esmenta com una curiositat l'equip de bobsleigh de Jamaica, el famós cas va inspirar una altra pel·lícula biogràfica i esportiva, Cool Runnings.